# Dosse
Dosse er en flod i den tyske delstat Brandenburg og en biflod til Havel (som igen er en biflod til Elben) fra højre 94 km lang. Den har sit udspring ved grænsen mellem Mecklenburg-Vorpommern og  Brandenburg fra tre små floder som løber sammen efter 4 km. Den løber hovedsageligt sydpå gennem Wittstock, Wusterhausen og Neustadt an der Dosse, før den  munder ud i Havel nær Havelberg. Det totale afvandingsområde er 1.268 km².  
Slaget ved Wittstock i 1636 mellem Sverige og en alliance mellem Sachsen og Det tysk-romerske rige under trediveårskrigen stod ved Dosse .